# Claude Emmanuel d'Harcourt
Ne doit pas être confondu avec Claude d'Harcourt.
Claude Emmanuel d'Harcourt est un homme politique français né le 29 mai 1774 à Paris et décédé le 17 octobre 1840 dans la même ville.

## Biographie
Fils de Charles Louis Hector d'Harcourt, marquis d'Harcourt-Olonde, pair de France, et d'Anne-Catherine d'Harcourt-Beuvron, il est maire de Souppes-sur-Loing et député de Seine-et-Marne de 1822 à 1827, siégeant avec l'opposition libérale.
Il reste célibataire.
Il est l'auteur de plusieurs ouvrages :
- Pétition du sieur Matheus à Messieurs de la Chambre des députés ;
- Aperçu sur la situation de la France à la fin de la session des chambres, 1816 ;
- Roman politique à l'usage de messieurs les électeurs du département de la Seine, 1818 ;
- Réflexion sur l'état agricole de la France, 1822 (ouvrage réédité en 2010) ;
- Réflexions sur la richesse future de la France et sur la direction qu'il convient de donner à la prospérité du royaume, 1826 ;
- Réflexion sur les élections de 1830, 1830 ;

## Sources
- « Claude Emmanuel d'Harcourt », dans Adolphe Robert et Gaston Cougny, Dictionnaire des parlementaires français, Edgar Bourloton, 1889-1891 [détail de l’édition]
- Georges Martin, Histoire et généalogie de la Maison d'Harcourt, 3e édition, 2013, tome 1, p. 175.